# Kūkandeh
Kūkandeh (persiska: كوكنده) är en ort i Iran.   Den ligger i provinsen Mazandaran, i den norra delen av landet, 160 km nordost om huvudstaden Teheran. Antalet invånare är 611.
Terrängen runt Kūkandeh är mycket platt. Runt Kūkandeh är det tätbefolkat, med 790 invånare per kvadratkilometer. Närmaste större samhälle är Babol, 16,8 km sydväst om Kūkandeh. Trakten runt Kūkandeh består till största delen av jordbruksmark.